# Clown in a Cornfield (film)
Clown in a Cornfield is een Amerikaanse horrorfilm uit 2025 geregisseerd en mede geschreven door Eli Craig. De film is gebaseerd op het gelijknamige boek van Adam Cesare en ging op 10 maart 2025 in première tijdens het South by Southwest festival.

## Verhaal
De film volgt de tiener Quinn die samen met haar vader verhuisd naar het rustige dorp Kettle Springs, in de hoop samen aan een nieuwe start te bouwen. In plaats daarvan ontdekken ze daar een gebroken gemeenschap, die in zwaar weer terecht is gekomen nadat een kostbare maïsfabriek is afgebrand. Daar boven op krijgen ze te maken met een moordlustig grijzend figuur, die vanuit de maïsvelden opduikt.

## Rolverdeling
| acteur                  | personage          |
| ----------------------- | ------------------ |
| Katie Douglas           | Quinn              |
| Aaron Abrams            | Dr. Glenn Maybrook |
| Carson MacCormac        | Cole               |
| Vincent Muller          | Rust               |
| Kevin Durand            | Arthur Hill        |
| Will Sasso              | agent Dunne        |
| Cassandra Potenza       | Janet              |
| Verity Marks            | Ronnie             |
| Ayo Solanke             | Tucker             |
| Alexandre Martin Deakin | Matt               |

## Achtergrond
De film werd geregisseerd en mede geschreven door Eli Craig, voor het schrijven van het scenario werd hij bijgestaan door Carter Blanchard. De film is gebaseerd op het gelijknamige horrorboek uit 2020 van schrijver Adam Cesare, de filmrechten werden hiervoor al gekocht voordat het boek überhaupt was uitgebracht. De opnames van de film gingen op 18 september 2023 van start in Winnipeg, Canada en werden afgerond op 23 oktober 2023. Hoofdrollen in de film waren weggelegd voor onder anderen Katie Douglas, Aaron Abrams, Carson MacCormac, Vincent Muller en Kevin Durand.

## Release en ontvangst
Clown in a Cornfield ging op 10 maart 2025 in première tijdens het South by Southwest festival. Twee maanden later, op 9 mei 2025, werd de film in de Amerikaanse bioscopen uitgebracht. De film werd vervolgens op 14 augustus 2025 in de Nederlandse bioscopen uitgebracht. De film werd door recensenten in het algemeen positief ontvangen. Op Rotten Tomatoes heeft de film een score van 73% op basis van 153 beoordelingen. Metacritic komt op een score van 55/100, gebaseerd op 15 beoordelingen.